# Makokwe
Makokwe est une ville du Botswana.